# Cleora saltuensis
Cleora saltuensis är en fjärilsart som beskrevs av Fletcher 1967. Cleora saltuensis ingår i släktet Cleora och familjen mätare. Inga underarter finns listade i Catalogue of Life.